# فريدريك جيمس أوسبورن
فريدريك جيمس أوسبورن (1885 - 1978) (بالإنجليزية: Sir Frederic James Osborn)‏ كان عضوًا بارزًا في نظرية المدينة الحدائقية، ورئيسًا لجمعية تخطيط المدن والبلدات. عاش في مدينة Welwyn Garden City، مدينة الحدائق التي ساعد في إنشائها، وتم تسمية مدرسة محلية (مدرسة فريدريك أوسبورن) باسمه عام 1968.

## مسيرته
ولد في عام 1885 في لندن، وغادر المدرسة في سن الخامسة عشر. التحق بالمدرسة الليلية، وانضم إلى الجمعية الفابية.
في عام 1912، شغل منصب سكرتير جمعية هوارد كوتيج في مدينة ليتشوورث جاردن سيتي، التي أسسها إبنيزر هوارد. في عام 1919، اشترى هوارد أرضًا لمدينة الحدائق الثانية في ولوين، وانتقل أوسبورن معه ليصبح سكرتير الشركة ومدير العقارات.
غادر الشركة في عام 1936، وكرّس بقية حياته لتعزيز حركة مدينة الحدائق.